# Olga Bușneag
Olga Bușneag este un critic român de artă.

## Volume publicate
- Arta decorativă românească, Editura Meridiane, București, 1976
- Ștefan Dimitrescu, Editura Meridiane, București